# Brad Fast
Pour les articles homonymes, voir Fast (homonymie).
Brad Fast (né le 21 février 1980 à Fort St. John, dans la province de la Colombie-Britannique au Canada) est un joueur professionnel canadien de hockey sur glace.

## Carrière de joueur
Après une carrière de quatre saisons avec les Spartans de l'Université de l'État du Michigan, il rejoint en fin de saison 2002-2003 les Lock Monsters de Lowell de la Ligue américaine de hockey. L'année suivante, il joua sa première saison complète en tant que joueur professionnel. Il participa aussi à sa première partie dans la Ligue nationale de hockey. Il y marqua un but lors de cette partie.
Par la suite, il joua deux autres saisons dans la LAH avant de signer un contrat avec une équipe européenne. À ce jour, il évolue toujours en Europe.
Fait à noter, il est un des trois joueurs à avoir marqué un but à leur seule partie dans la LNH. Les deux autres membres de ce club sont Roland Huard et Dean Morton.

## Statistiques de carrière
| Saison    | Équipe                        | Ligue         |    | Saison régulière | Saison régulière | Saison régulière | Saison régulière | Saison régulière |   | Séries éliminatoires | Séries éliminatoires | Séries éliminatoires | Séries éliminatoires | Séries éliminatoires |
| Saison    | Équipe                        | Ligue         | PJ | B                | A                | Pts              | Pun              | PJ               | B | A                    | Pts                  | Pun                  |                      |                      |
| 1994-1995 | Flyers de Fort St. John       | BCAHA[Quoi ?] | 40 | 9                | 26               | 35               | 40               | -                | - | -                    | -                    | -                    |                      |                      |
| 1995-1996 | Flyers de Fort St. John       | BCAHA         | 60 | 53               | 52               | 105              | 70               | -                | - | -                    | -                    | -                    |                      |                      |
| 1996-1997 | Spruce Kings de Prince George | LHCB          | 49 | 3                | 7                | 10               | 19               | -                | - | -                    | -                    | -                    |                      |                      |
| 1997-1998 | Spruce Kings de Prince George | LHCB          | 59 | 10               | 33               | 43               | 22               | -                | - | -                    | -                    | -                    |                      |                      |
| 1998-1999 | Spruce Kings de Prince George | LHCB          | 59 | 27               | 46               | 73               | -                | -                | - | -                    | -                    |                      |                      |                      |
| 1999-2000 | Spartans de Michigan State    | NCAA          | 42 | 5                | 9                | 14               | 20               |                  |   |                      |                      |                      |                      |                      |
| 2000-2001 | Spartans de Michigan State    | NCAA          | 42 | 4                | 24               | 28               | 16               | -                | - | -                    | -                    | -                    |                      |                      |
| 2001-2002 | Spartans de Michigan State    | NCAA          | 41 | 10               | 16               | 26               | 26               | -                | - | -                    | -                    | -                    |                      |                      |
| 2002-2003 | Spartans de Michigan State    | NCAA          | 39 | 11               | 35               | 46               | 28               | -                | - | -                    | -                    | -                    |                      |                      |
| 2002-2003 | Lock Monsters de Lowell       | LAH           | 7  | 0                | 1                | 1                | 12               | -                | - | -                    | -                    | -                    |                      |                      |
| 2003-2004 | Lock Monsters de Lowell       | LAH           | 79 | 10               | 25               | 35               | 35               | -                | - | -                    | -                    | -                    |                      |                      |
| 2003-2004 | Hurricanes de la Caroline     | LNH           | 1  | 1                | 0                | 1                | 0                | -                | - | -                    | -                    | -                    |                      |                      |
| 2004-2005 | Everblades de la Floride      | ECHL          | 14 | 2                | 5                | 7                | 0                | 18               | 1 | 3                    | 4                    | 6                    |                      |                      |
| 2004-2005 | Lock Monsters de Lowell       | LAH           | 32 | 1                | 5                | 6                | 23               | -                | - | -                    | -                    | -                    |                      |                      |
| 2005-2006 | Monarchs de Manchester        | LAH           | 62 | 5                | 13               | 18               | 38               | 7                | 0 | 2                    | 2                    | 8                    |                      |                      |
| 2006-2007 | SC Langnau Tigers             | LNA           | 30 | 3                | 8                | 11               | 22               | -                | - | -                    | -                    | -                    |                      |                      |
| 2007-2008 | EC Red Bull Salzbourg         | EBEL          | 26 | 2                | 5                | 7                | 14               | -                | - | -                    | -                    | -                    |                      |                      |
| 2007-2008 | ERC Ingolstadt                | DEL           | 15 | 1                | 3                | 4                | 2                | 3                | 0 | 1                    | 1                    | 0                    |                      |                      |
| 2008-2009 | Anyang Halla                  | Asia League   | 33 | 7                | 27               | 34               | 32               | 7                | 0 | 3                    | 3                    | 6                    |                      |                      |
| 2009-2010 | Anyang Halla                  | Asia League   | 18 | 7                | 16               | 23               | 16               | -                | - | -                    | -                    | -                    |                      |                      |
| 2010-2011 | Anyang Halla                  | Asia League   | 22 | 3                | 10               | 13               | 16               | -                | - | -                    | -                    | -                    |                      |                      |

## Trophées et honneurs personnels
- 2003 : nommé dans la 1re équipe d'étoiles de la Central Collegiate Hockey Association.

## Transactions en carrière
- 15 août 2005 : signe un contrat comme agent libre avec les Kings de Los Angeles.